# 贾伊迪普·乔拉
贾伊迪普·乔拉（英語：Jaideep Chola，1969年12月10日—），常作贾伊迪普（Jaideep），印度外交官，现任职于印度驻毛里塔尼亚大使馆，曾任印度駐阿富汗赫拉特總領事。

## 經歷
1969年12月10日，贾伊迪普·乔拉生於德里。
在德里大學取得商業學士學位後，他於1996年加入印度外事服務部。此後他在外交部總部和印度海外外交使團的不同崗位工作過，包括亞美尼亞葉里溫、英國倫敦、尼泊爾加德滿都和巴基斯坦伊斯蘭堡。2016年1月20日至2017年8月，任印度駐赫拉特總領事。後曾任印度駐美國紐約總領事館擔任領事（辦公室主任）和中央新闻官员、印度駐約旦大使館二等祕書、印度駐毛里塔尼亞大使館一等祕書兼辦公室主任（自2024年3月18日）。

## 個人生活
贾伊迪普愛好旅行，喜歡閱讀、聽音樂和看電影。他會說印地語、烏爾都語和英語。與妻子妮拉姆·乔拉（Neelam Chola）育有兩女。